# Gelasma microptera
Gelasma microptera är en fjärilsart som beskrevs av Inoue 1982. Gelasma microptera ingår i släktet Gelasma och familjen mätare. Inga underarter finns listade i Catalogue of Life.